# Jennifer Finch
Jennifer Precious Finch (Los Angeles, California, 5 de agosto de 1966) é uma musicista e fotógrafa americana, conhecida pelo seu contributo na banda punk rock, L7.

## Música
Finch começou sua carreira musical em meados da década de 1980 tocando baixo na banda feminina de São Francisco chamada Sugar Baby Doll (ou, diversamente, Sugar Babylon). Também na banda estava a futura fundadora do Hole Courtney Love e a futura fundadora do Babes in Toyland Kat Bjelland. Esta formação produziu uma gravação demo, que permanece inédito. Finch posteriormente tocou na banda de Hollywood, de curta duração The Pandoras, formada pelo baixista Gwynne Kahn.
Finch se juntou ao grupo de grunge de Los Angeles L7 (que eram consideradas como uma banda de heavy metal nesse momento) em 1986, como baixista e vocalista de apoio. Permanecendo com o L7. durante todo o período mais bem sucedido da banda, no anos 1990 adiante.
Em 1993, Jennifer e seu companheira de banda Demetra "Dee" Plakas, tocaram com o músico japonês Hide em uma série de apresentações de TV, elas também aparecem no vídeo promocional dra sua música "Doubt".
Em 1994, Finch apareceu em um videoclipe do Hole, para seu álbum inovador Live Through This, já que a baixista original, Kristen Pfaff, havia morrido de overdose em junho daquele ano. Em 1995, após a morte de seu pai, Finch adotou o nome de "Precious" como uma homenagem a ele. Finch saiu do L7 oficialmente em 1996, embora as razões nunca foram claramente explicadas.
Desde então, Finch passoua seenvolver em outros projetos musicais, incluindo uma grande gravadora Pop Rock, a banda OtherStarPeople, e uma temporada em Betty Blowtorch, aparecendo no documentário Betty Blowtorch And Her Amazing True Life Adventures. Sua banda mais recente foi a The Shocker, que tocou no Warped Tour de 2005. Em 2006, The Shocker lançou o álbum Up Your Asstray no Go-Kart Records. Em janeiro de 2011, Finch co-fundou a sua nova banda Sex in Progress junto com Evie Evil do Evil Beaver.
Finch produziu um álbum de tributo aos Ramones intitulado Brats on the Beat, para o St. Jude Children's Research Hospital. O álbum apresenta "kid friendly" e versões de canções dos Ramones, com vocais convidados e vários músicos punk.

## Fotografia
Com 13 anos de idade, Finch começou a tirar fotos de seus amigos em Los Angeles em uma câmera dada a ela por seu pai. Estas fotografias documentaram eventualmente, a cena seguinte do punk que ela fez parte, antes de juntar ao L7 em 1986. Suas fotografias (1979-1995), estavam em uma exposição, em uma mostra patrocinada de arte em LA Weekly, na galeria de Aidan Ryley Taylor em Hollywood, até 18 de novembro de 2006. A coleção, chamada de "14 e Shooting", apresenta fotografias do The Red Hot Chili Peppers, Bad Religion, Redd Kross, The Cramps e muito mais, assim como uma perspectiva geralmente escura dos jovens do sul da Califórnia.

## Vida pessoal
Finch nasceu e cresceu em Los Angeles, e cresceu em West Los Angeles. No início dos anos 90, ela namorou Dave Grohl que na época era baterista do Nirvana e mais tarde Billy Corgan do The Smashing Pumpkins. Ela foi casada com o ator, músico e motorista Chris Pedersen de 2000 a 2007 e atualmente reside em Los Angeles. Ela é membro ativa do Turbojugend, um fã-clube da banda de rock norueguesa Turbonegro.

## Discografia

### Álbuns de estúdio
- L7 (1988)
- Smell the Magic (1990)
- Bricks Are Heavy (1992)
- Hungry for Stink (1994)

### OtherStarPeople
- Diamonds in The Belly of The Dog (1999)

### The Shocker
- Up Your Ass Tray EP (2003)
- Up Your Ass Tray (The Full Length) (2006)